# フヤラ

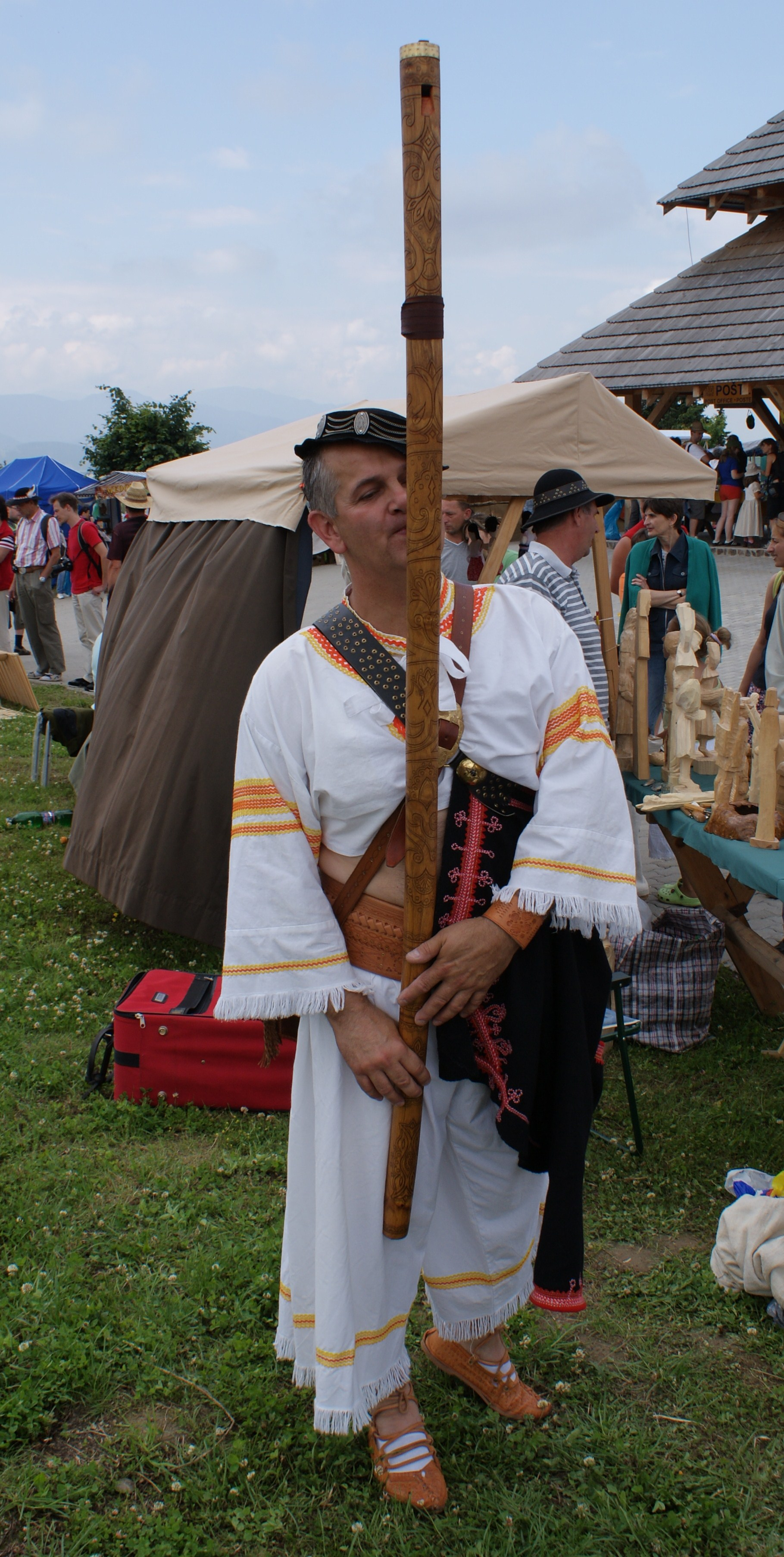
フヤラを吹く人

フヤラ（スロバキア語: fujara）は、スロバキアの民族楽器。非常に長い木管楽器で、高次の倍音と3つの音孔を組みあわせることで全音階を演奏することができる。
フヤラとその音楽は2005年にUNESCOの無形文化遺産に登録された。

## 概要
フヤラの管は木製で長さは4フィート（約1.2m）から7フィート（約2.1m）までのものがある。もっとも普通のフヤラの長さは5フィートあまり（約1.7m）である。縦に持って吹く。楽器分類学上はフィップル（421.2 隙溝フルート）の一種である。
長短2本の管を束ねた形をしており、短い方は50-70cmほどの長さがある。2つの管は上部でつながっている。短い管の下部に垂直に吹口が取りつけられ、そこから息を吹きこむ。長い方の管の上部にリコーダーと同様のラビュームがある。長い管の下部に3つの音孔があいており、一番上の音孔を左手の中指、中央の音孔を右手の親指、一番下の音孔を右手の中指でおさえる。楽器は右のももを使って支える。
リコーダーのような木管楽器では通常基音と第2倍音のみを使用するのに対し、フヤラでは息の強さによって容易に第8倍音まで出すことができる。音孔によっても音を変えられるが、孔が3つしかないため、倍音が音高を変える主要な手段になる。
音孔と倍音を組みあわせることで7音の長音階を演奏することができる。たとえばG管のフヤラで第2倍音を使って全部の音孔をふさぐとG3、一番下の音孔を開くとその上のA3、二番目の音孔も開くとB3、全部開くとC4が出る。その上のD4は第3倍音を使う。このようにして第2-第8倍音を使用することで2オクターブの音（G3-G5）を出すことができる。この2オクターブがもっとも普通に使われる音であり、スロバキア民謡は通常そのほぼ中間にあたるD4-D5を使ってミクソリディア旋法で演奏される。一番下の音（基音）は鼻歌風の効果をあげるために使われることがある。この2オクターブよりも上のオクターブ（第9-16倍音）はすべての音孔を閉じて倍音だけで演奏されるが、平均律とは大きくずれる。

## 使用
フヤラはもともと中央スロバキアのポドポリャニエ地方 (sk:Podpoľanie) 、低タトラ南方に住む羊飼いによって演奏されていた。19世紀から20世紀にかけて、羊飼いだけではなくスロバキア全体で広く演奏されるようになった。フヤラは独奏または3-7人で合奏され、歌の伴奏楽器としても用いられる。曲の出だしにはしばしば高次の倍音を使った序奏があらわれる。

## 関連する楽器
高次の倍音を使う笛はオーバートーンフルートと呼ばれて北欧や東欧に広く分布している。スロバキアのコンツォフカ、北欧の柳笛、ルーマニア・ウクライナのティリンカなど。